# أنسون دبليو. بوب
أنسون دبليو. بوب هو سياسي أمريكي، ولد في 30 يونيو 1812، وتوفي في 5 أكتوبر 1871. نشط حزبياً في الحزب الجمهوري. وقد انتخب عضو جمعية ولاية ويسكونسن ‏.